# Jikustik
Jikustik – indonezyjski zespół muzyczny założony w 1996 w Yogyakarcie.
W pierwotnym składzie grupy znaleźli się: Pongki (wokal, gitara), Icha (bas, wokal), Dadi (gitara, wokal), Adhit (klawisze), Carlo (perkusja).
Zespół wylansował takie przeboje, jak „Seribu Tahun Lamanya”, „Saat Kau Tak di Sini”, „Setia”, „Maaf” czy „Pandangi Langit Malam Ini”. Ich pierwszy album pt. Seribu Tahun („Tysiąc lat”) został wydany w 2000.

## Dyskografia
| Rok  | Album                     |
| ---- | ------------------------- |
| 2000 | Seribu Tahun              |
| 2001 | Seribu Tahun Repackage    |
| 2002 | Perjalanan Panjang        |
| 2003 | Sepanjang Musim           |
| 2004 | Pagi                      |
| 2005 | Kumpulan Terbaik Jikustik |
| 2006 | Siang                     |
| 2008 | Malam                     |
| 2011 | Kembali Indah             |